# Saint-Nicolas-des-Laitiers
Saint-Nicolas-des-Laitiers foi uma comuna francesa na região administrativa da Normandia, no departamento Orne. Estendia-se por uma área de 6,85 km². Em 2010 a comuna tinha 96 habitantes (densidade: 14 hab./km²).
Em 1 de janeiro de 2016, passou a formar parte da nova comuna de La Ferté-en-Ouche.